# Andrea Lombardo
Pour les articles homonymes, voir Lombardo.
Andrea Lombardo (né le 23 mai 1987 à North York) est un footballeur italo-canadien qui est le plus connu pour avoir joué pour Toronto FC. Son poste est avant-centre et il possède un passeport italien. 